# Іпатка (рід)
Іпатка, ту́пик (Fratercula, від лат. fratercula — «братчик») — рід морських птахів родини гагаркових (Alcidae). Налічує три види, у яких характерні яскраві дзьоби протягом шлюбного періоду. Це пелагічні види, що полюють на рибу, пірнаючи на глибину. Гніздяться колоніями на невеликих острівцях, відкладаючи яйця між скель або в ямках та норах.

## Види
- Іпатка атлантична (Fratercula arctica)
- Топорик (Fratercula cirrhata)
- Іпатка тихоокеанська (Fratercula corniculata)[6]